# Джужа Олександр Миколайович
Джужа Олександр Миколайович (* 2 листопада 1951) — доктор юридичних наук, професор, заслужений юрист України, полковник міліції. Проректор з наукової роботи Національної академії внутрішніх справ.

## Життєпис
Народився 2 листопада 1951 року на ХмельниччиніУточнити.
У 1974 році закінчив юридичний факультет Київського державного університету ім. Т. Г. Шевченка.
З 1974 р. — військовий слідчий військової прокуратури Харківського гарнізону ЧКВО.
В органах внутрішніх справ з 1977 року. Діяльність починав в центральному апараті МВС України.

## Науково-педагогічна діяльність
З вересня 1982 року по листопад 1992 року — викладач, старший викладач, доцент кафедри кримінології, профілактики та виправно-трудового права Київської вищої школи МВС СРСР (Української академії внутрішніх справ).
У 1984 році захистив дисертацію на здобуття наукового ступеня кандидата юридичних наук.
У 1992 році присвоєно вчене звання «доцент».
З 1992 по 1995 рік — заступник начальника Республіканського навчально-методичного центру МВС України. У 1996 році після закінчення докторантури захистив дисертаційне дослідження на здобуття наукового ступеня доктора юридичних наук. З 1997 року — отримав вчене звання «професор».
З серпня 1995 року — професор, а з липня 1998 року — начальник кафедри кримінології та юридичної соціології Національної академії внутрішніх справ України.
У грудні 2001 року Указом Президента України присвоєно почесне звання «Заслужений юрист України».
З жовтня 2003 року — проректор Національної академії внутрішніх справ України з наукової роботи.
3 січня 2006 року — проректор Київського національного університету внутрішніх справ з наукової роботи.
3 вересня 2010 року — проректор Національної академії внутрішніх справ з наукової роботи.
З листопада 2012 року — головний науковий співробітник Національної академії внутрішніх справ.

## Напрямки наукової діяльності
Головними напрямами наукової діяльності є кримінологічні засади злочинності, кримінальна віктимологія, пенітенціарна кримінологія, профілактика злочинів, кримінально-виконавче право, правова статистика, кримінальне право. Є засновником кримінальної віктимології та пенітенціарної кримінології в Україні[джерело?].
Постійно бере участь у розробці законодавчих актів України. З травня 1998 року — постійний член Кримінологічної асоціації України та позаштатний науковий консультант Секретаріату Верховної Ради України. З 2002 року заступник голови спеціалізованої вченої ради Д 26.007.03 КНУВС та член спеціалізованої вченої ради Академії Поліції МВС Республіки Молдова.
Підготував 9 докторів та 25 кандидатів юридичних наук. Автор та співавтор понад 300 науково-методичних праць, в тому числі 11 монографій, 75 підручників та навчальних посібників.

## Нагороди
Премія імені Ярослава Мудрого (2015) «За видатні досягнення в науково-дослідницькій діяльності з правознавства»